# Enkei Corporation
Die Enkei Corporation ( jap. エンケイ株式会社, Enkei Kabushiki-gaisha) ist ein japanischer Hersteller von Motorrad- und Pkw-Felgen, sowohl für den Motorsport als auch Straßenfahrzeuge. Enkei liefert OEM-Felgen an Honda, Mazda, Mitsubishi, Nissan, Subaru und Yamaha in Japan sowie General Motors in den USA.

## Engagement im Motorsport
Enkei engagiert sich in verschiedenen Rennserien, darunter sowohl die japanischen Serien Super GT und D1 als auch die Formel 1. Enkei ist seit 1995 Partner des McLaren F1 Teams und stellt hierfür spezielle Magnesiumfelgen bereit. Enkei ist außerdem Partner mehrerer Rallye-Teams.